# Отрицание
Отрица́ние (инве́рсия, от лат. inversio — переворот, логи́ческое «НЕ») в логике — унарная операция над суждениями, результатом которой является суждение, «противоположное» исходному. Обозначается знаком ¬ перед или чертой — над суждением. Отрицание является обратной функцией идентичности.
Как в классической, так и в интуиционистской логике «двойное отрицание» {\displaystyle \neg \neg A} является следствием суждения {\displaystyle A}, то есть имеет место тавтология:
{\displaystyle A\rightarrow \neg \neg A}.
Обратное утверждение {\displaystyle \neg \neg A\rightarrow A} верно в классической логике (закон двойного отрицания), но не имеет места в интуиционистской. То есть отрицание отрицания искомого утверждения не может служить интуиционистским доказательством, в отличие от классической логики. Это различие двух логических систем обычно полагается главным.
Отрицание позволяет определить ряд взаимно обратных (инверсионных) двоичных логических функций двух и более аргументов. Например:
- отрицание конъюнкции есть штрих Шеффера;
- отрицание дизъюнкции есть стрелка Пирса;
- отрицание эквиваленции есть Исключающее ИЛИ.

## Схемотехника
| {\displaystyle A} | {\displaystyle {\bar {A}}} |
| ----------------- | -------------------------- |
| 0                 | 1                          |
| 1                 | 0                          |

Мнемоническое правило для отрицания звучит так: на выходе будет
- «1» тогда и только тогда, когда на входе «0»,
- «0» тогда и только тогда, когда на входе «1».